# بنتن هات اسپرینگز (کالیفرنیا)
بنتن هات اسپرینگز (به انگلیسی: Benton Hot Springs) یک منطقهٔ مسکونی در ایالات متحده آمریکا است که در شهرستان مونو، کالیفرنیا واقع شده‌است. بنتن هات اسپرینگز ۱٬۷۱۶ متر بالاتر از سطح دریا واقع شده‌است.